# Železniční trať Karlovy Vary – Mariánské Lázně
Železniční trať Karlovy Vary – Mariánské Lázně (v jízdním řádu pro cestující označená číslem 149) je jednokolejná regionální trať, která vede vede z Karlových Varů do Mariánských Lázní podél řeky Teplé přes Bečov nad Teplou a Krásný Jez. Provoz na trati byl zahájen v roce 1898. V současnosti (od 2006) zajišťuje pravidelnou osobní dopravu na této trati společnost GW Train Regio (do 20. prosince 2011 VIAMONT Regio).

## Železniční stanice a zastávky

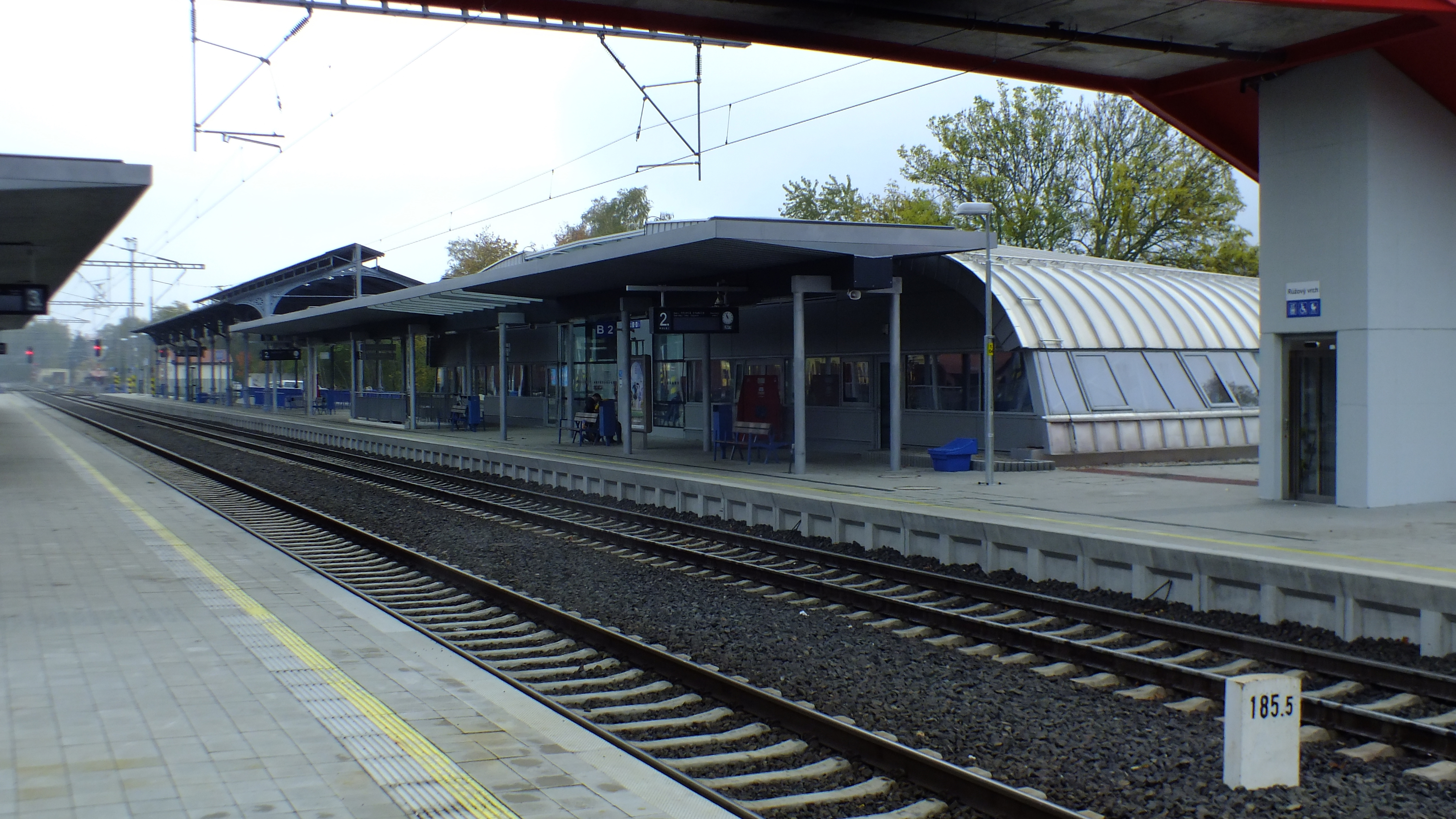
stanice Karlovy Vary
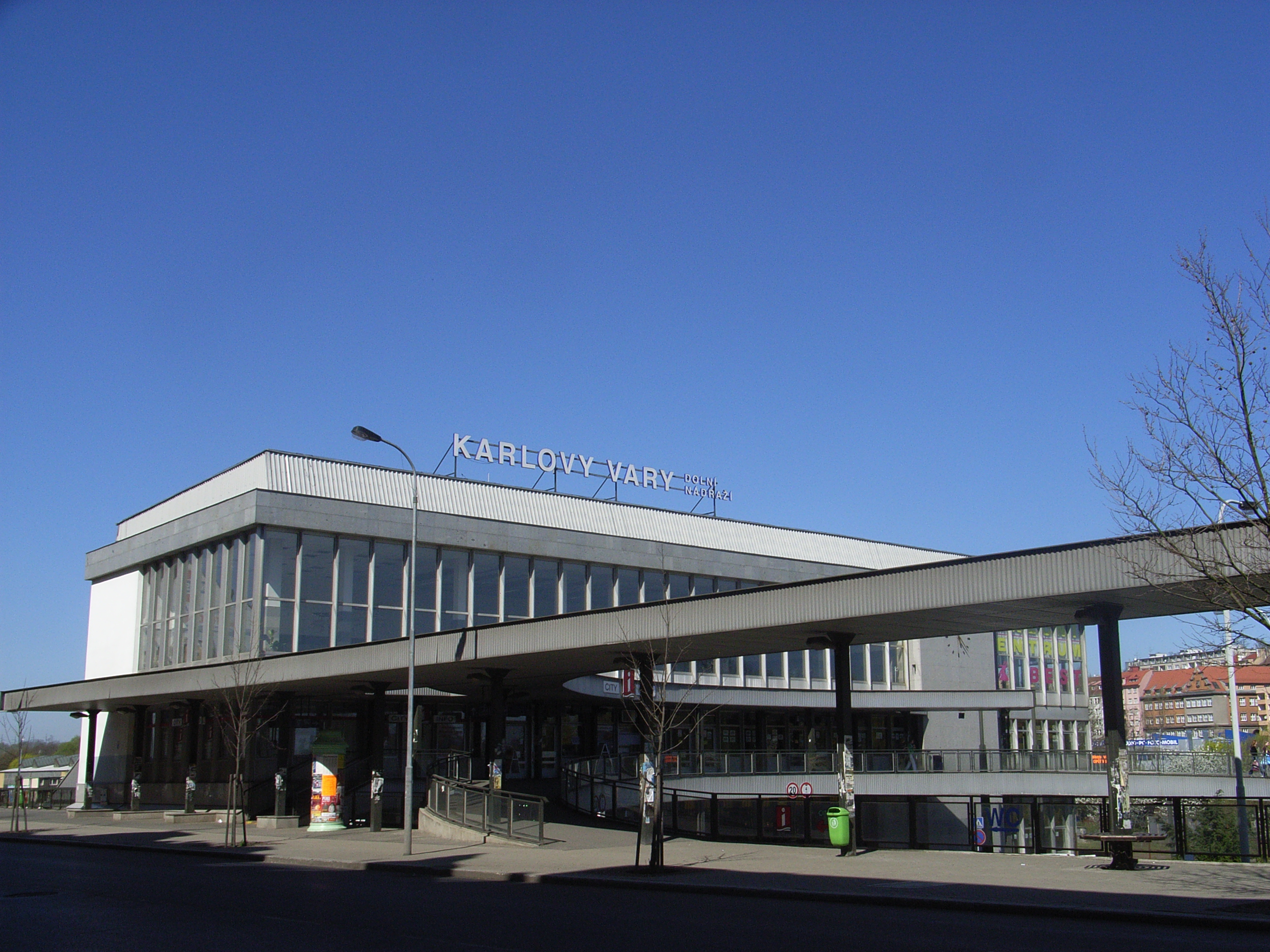
stanice Karlovy Vary dolní nádraží
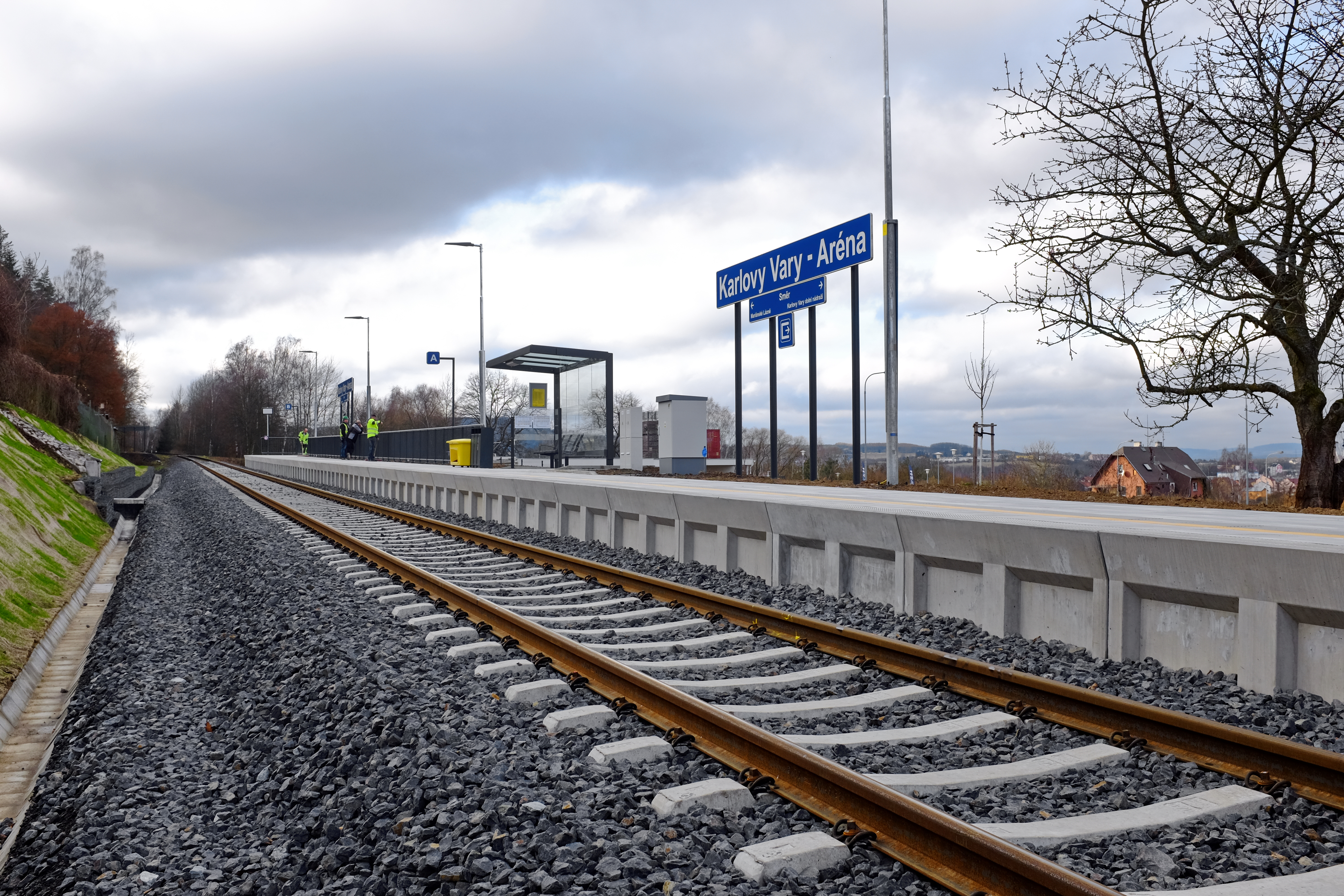
zastávka Karlovy Vary-Aréna
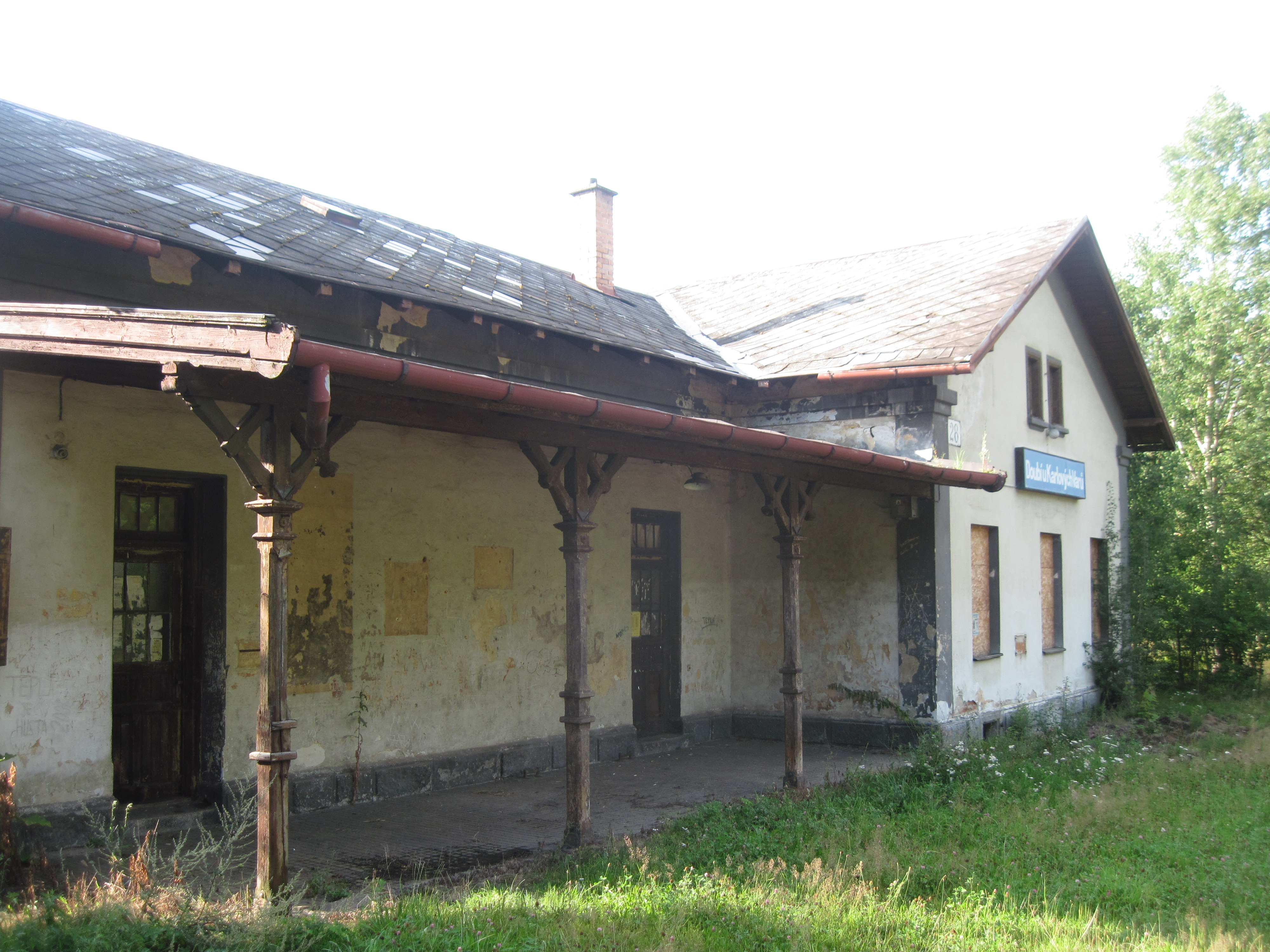
zastávka Doubí u Karlových Varů
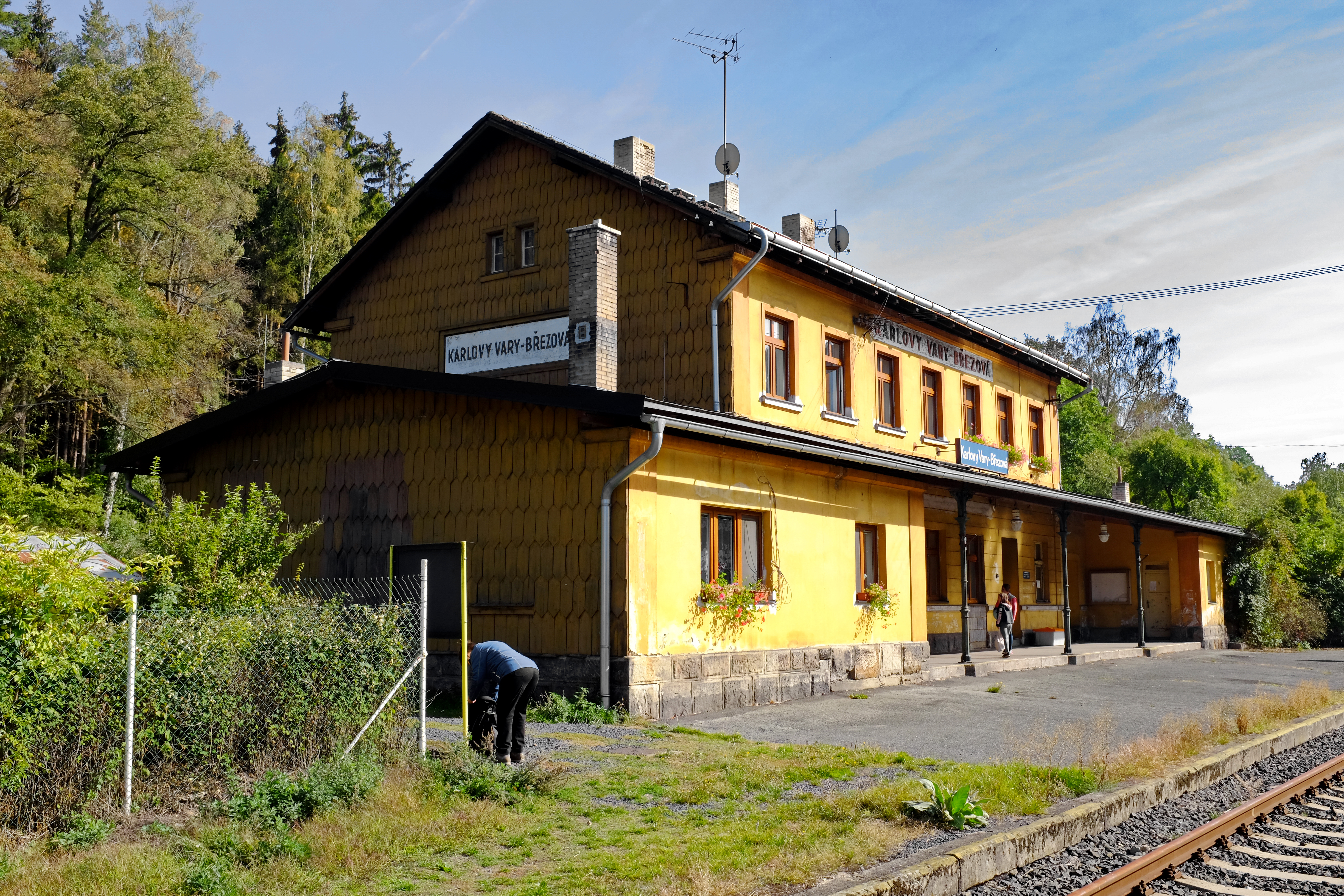
dopravna D3 Karlovy Vary-Březová
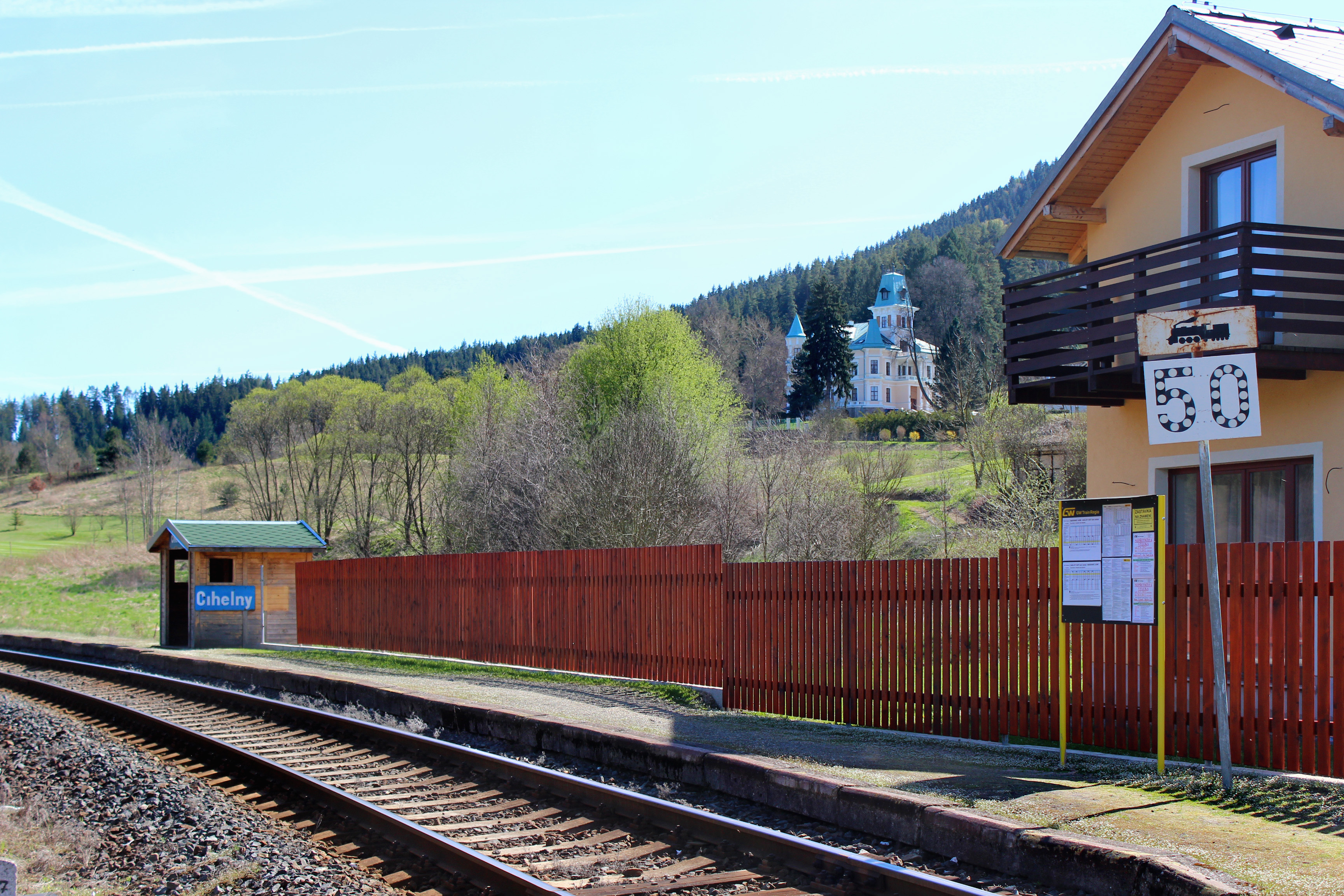
zastávka Cihelny
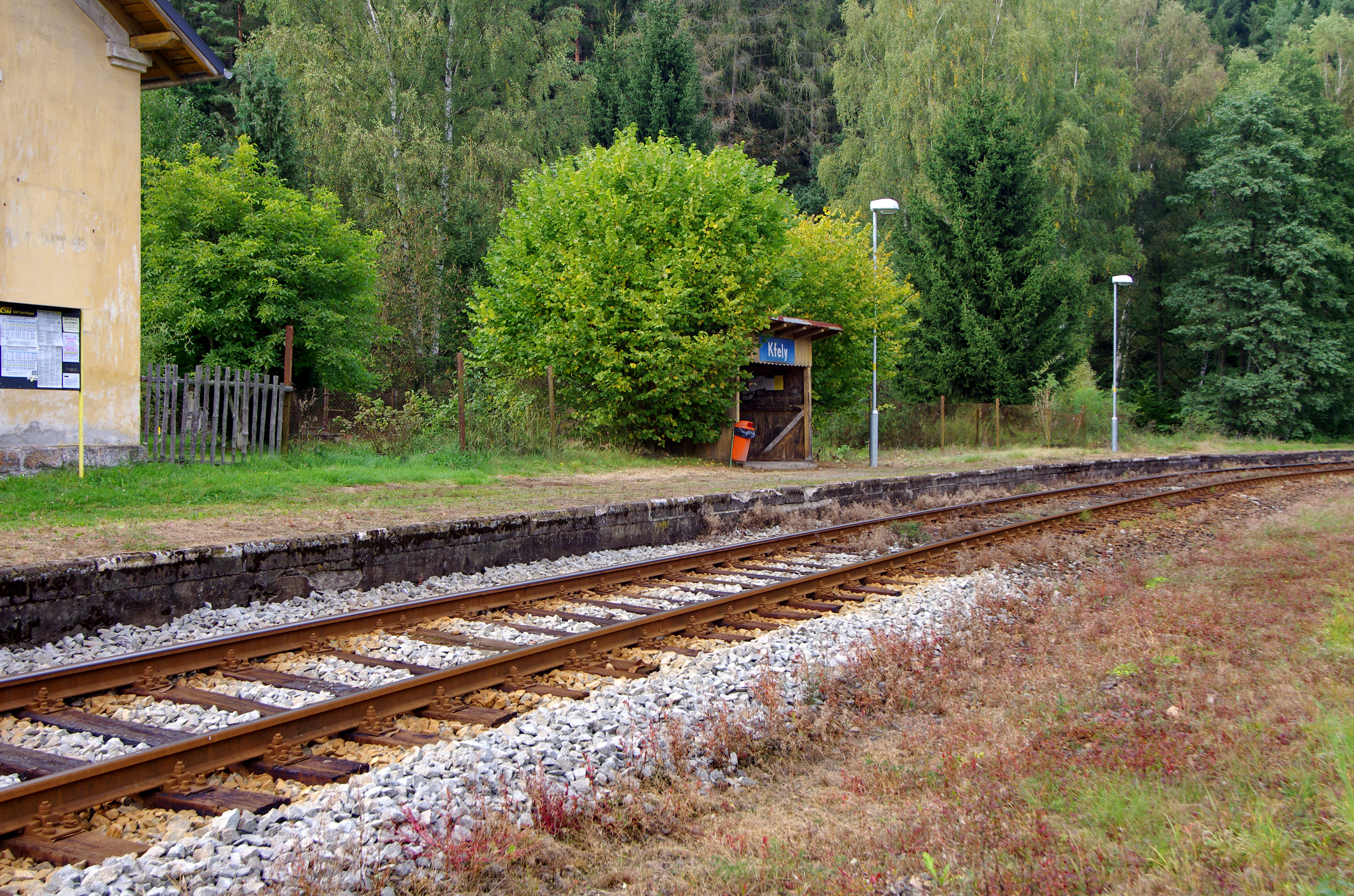
zastávka Kfely
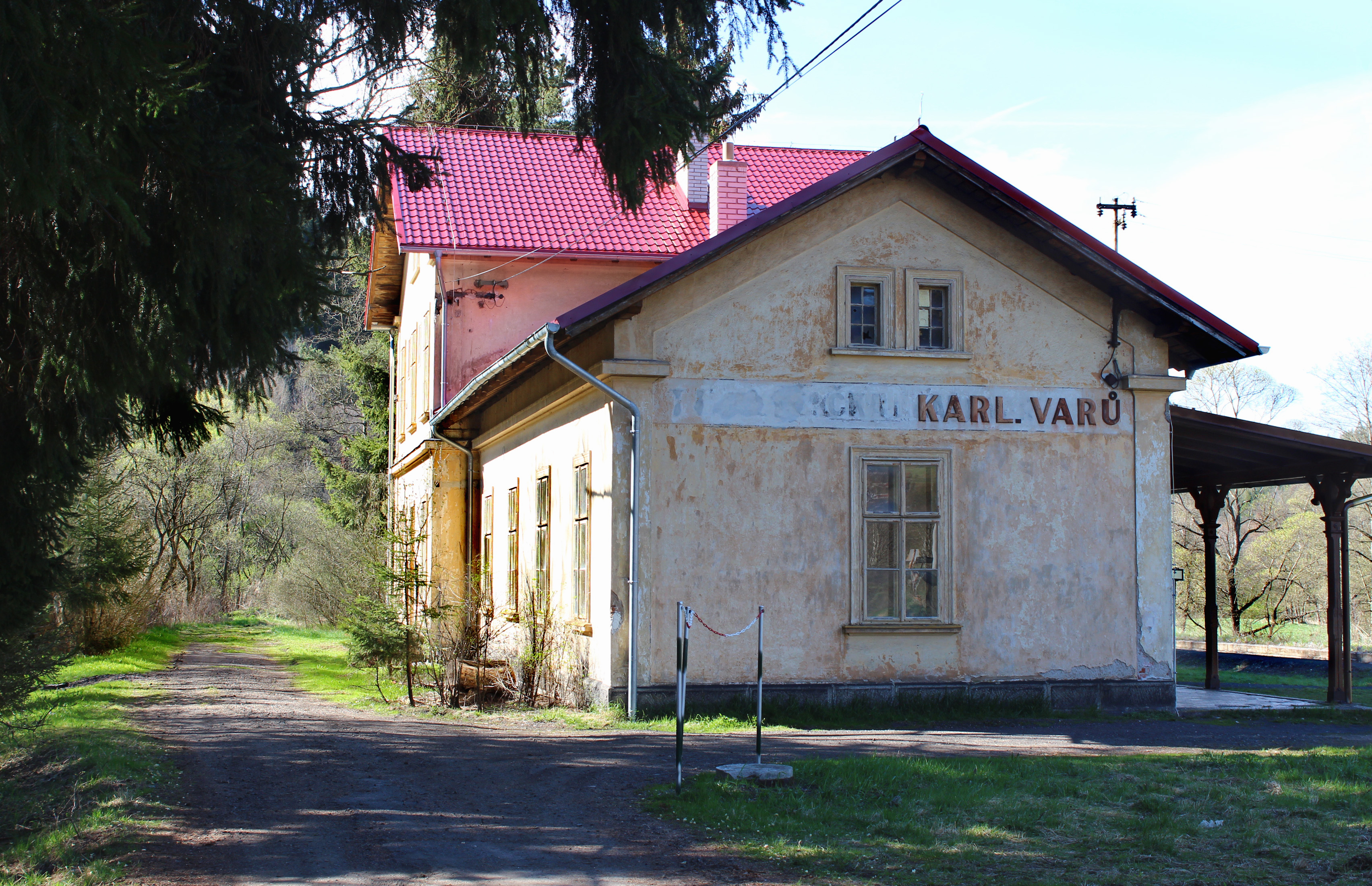
nákladiště Teplička u Karlových Varů
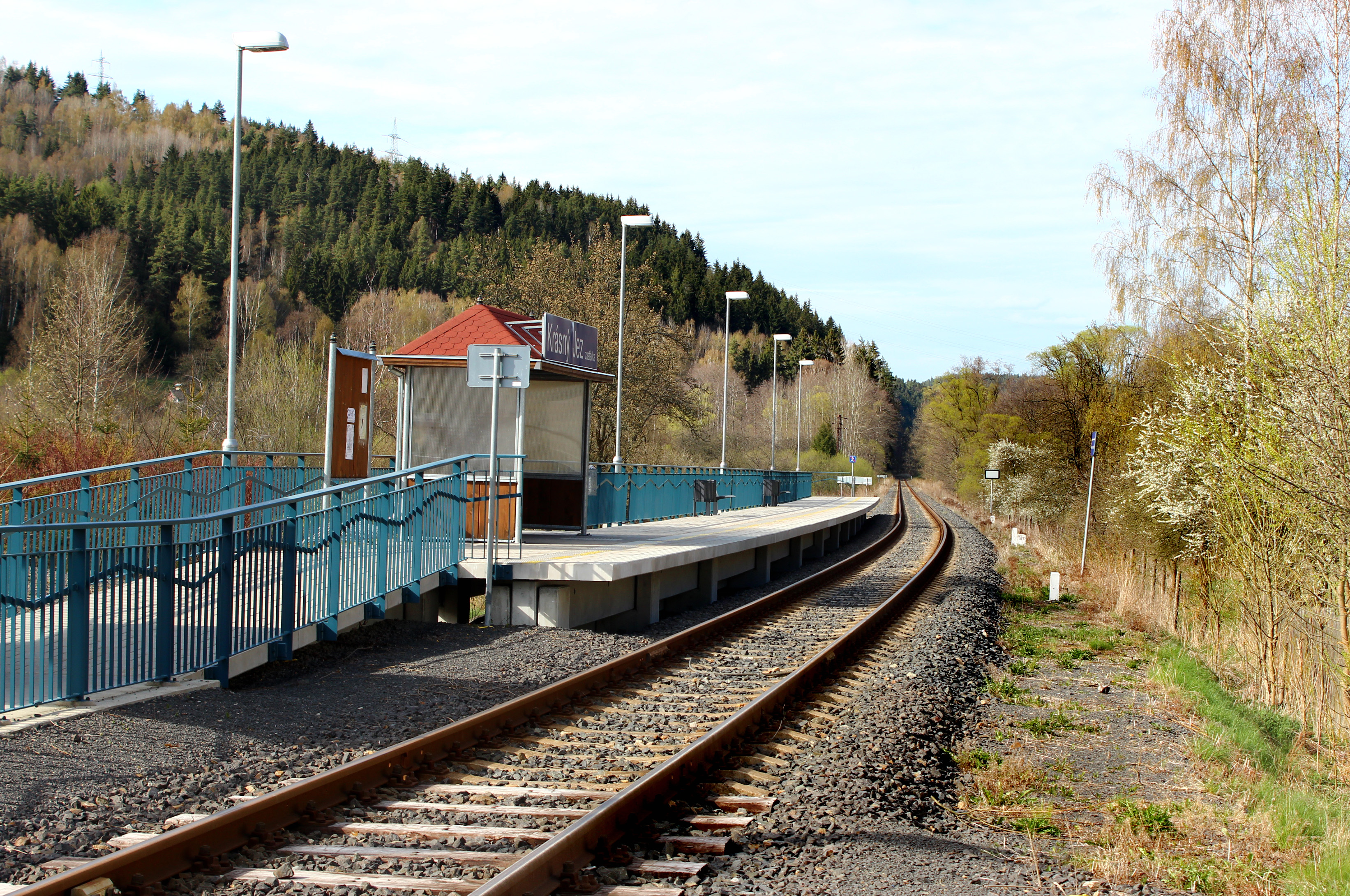
zastávka Krásný Jez zastávka
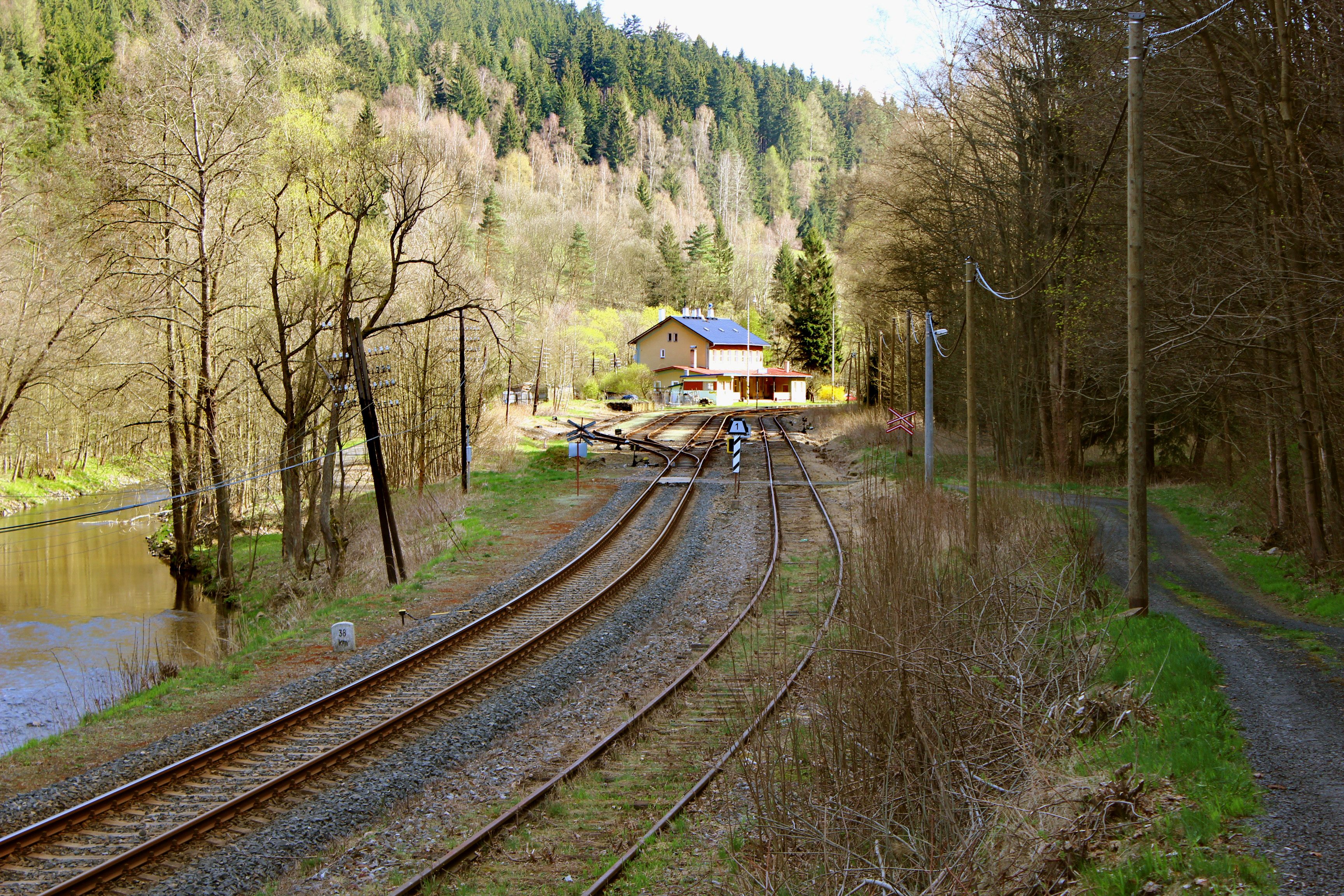
dopravna D3 Krásný Jez
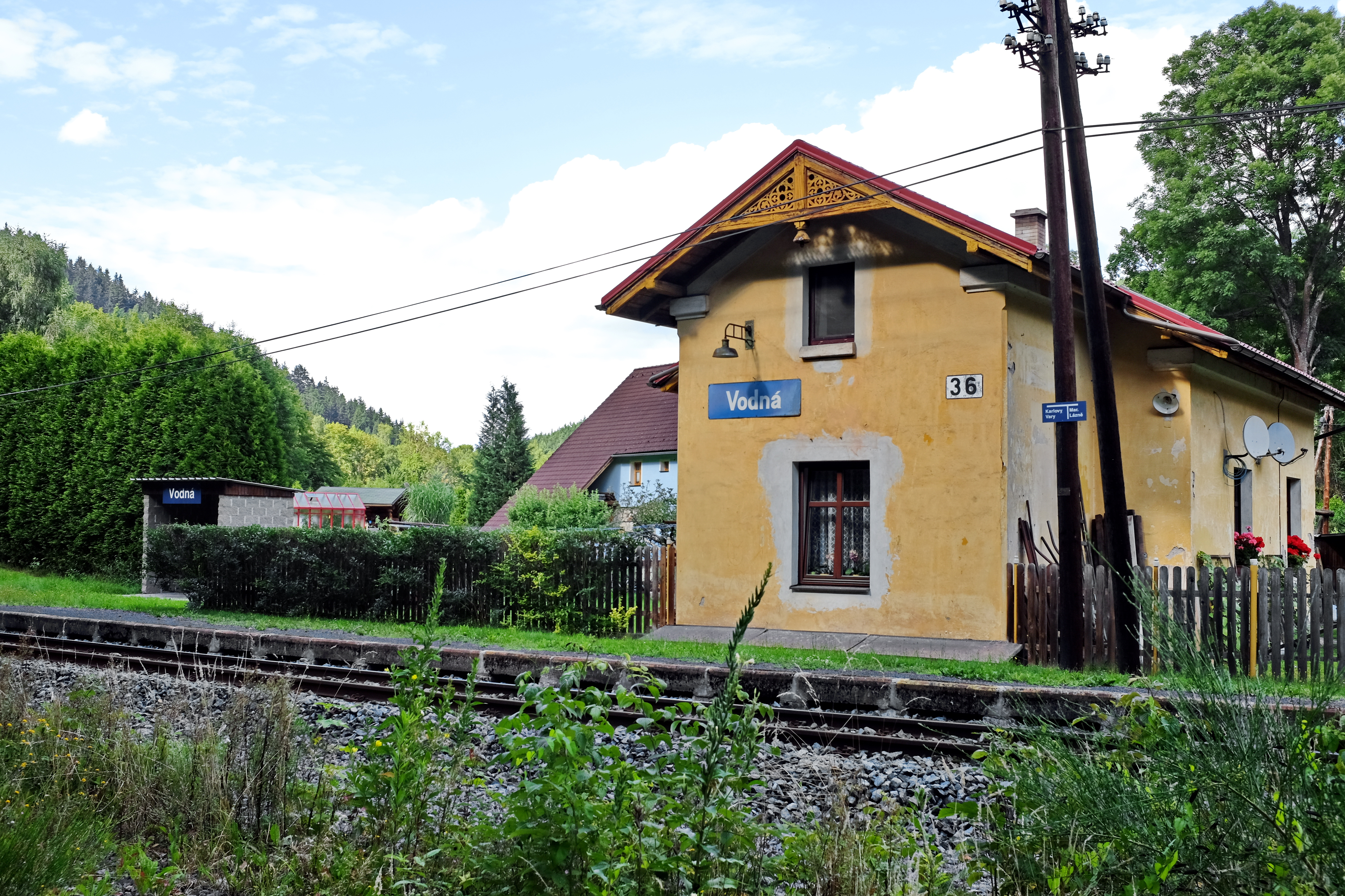
zastávka Vodná
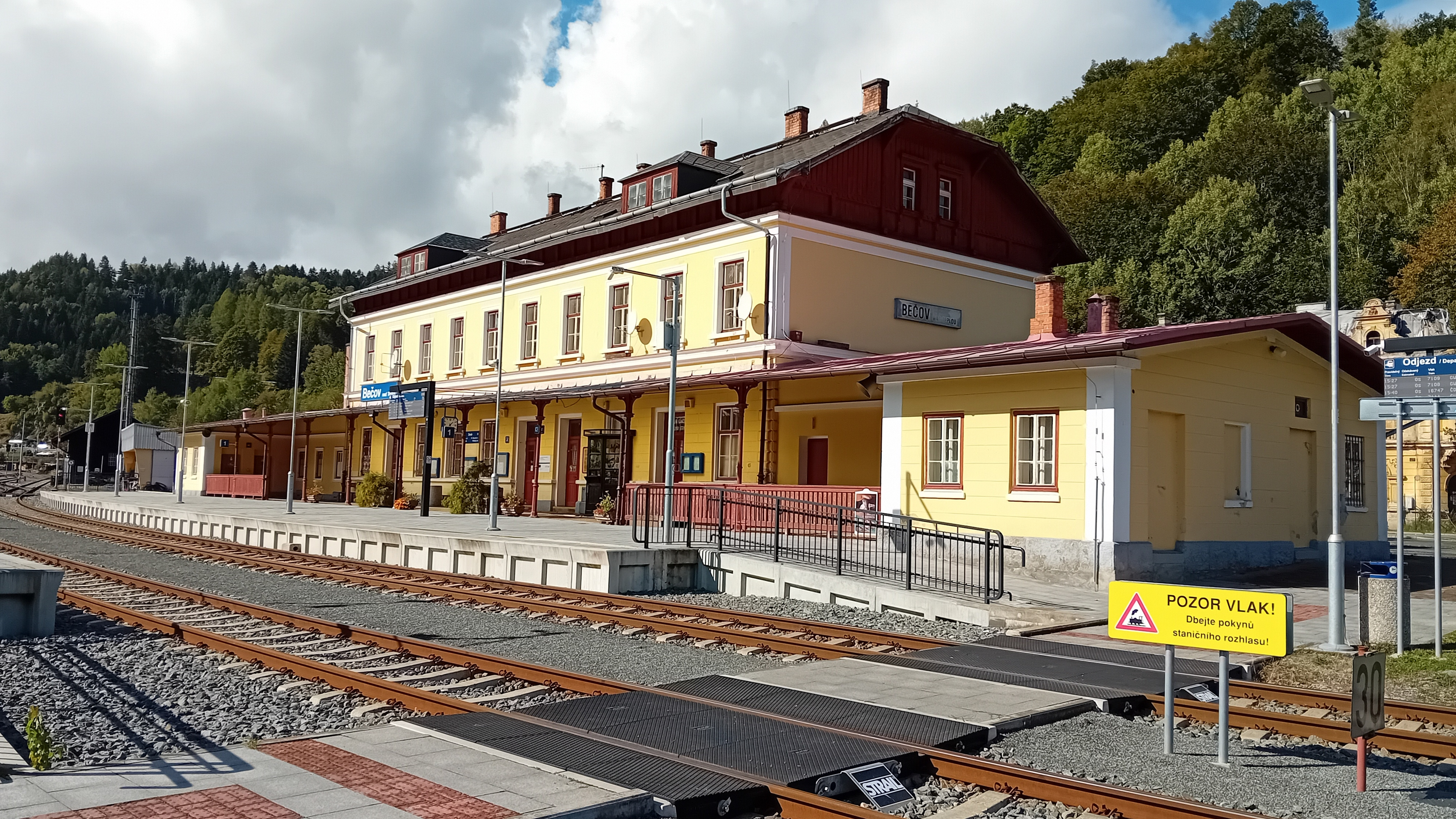
stanice Bečov nad Teplou
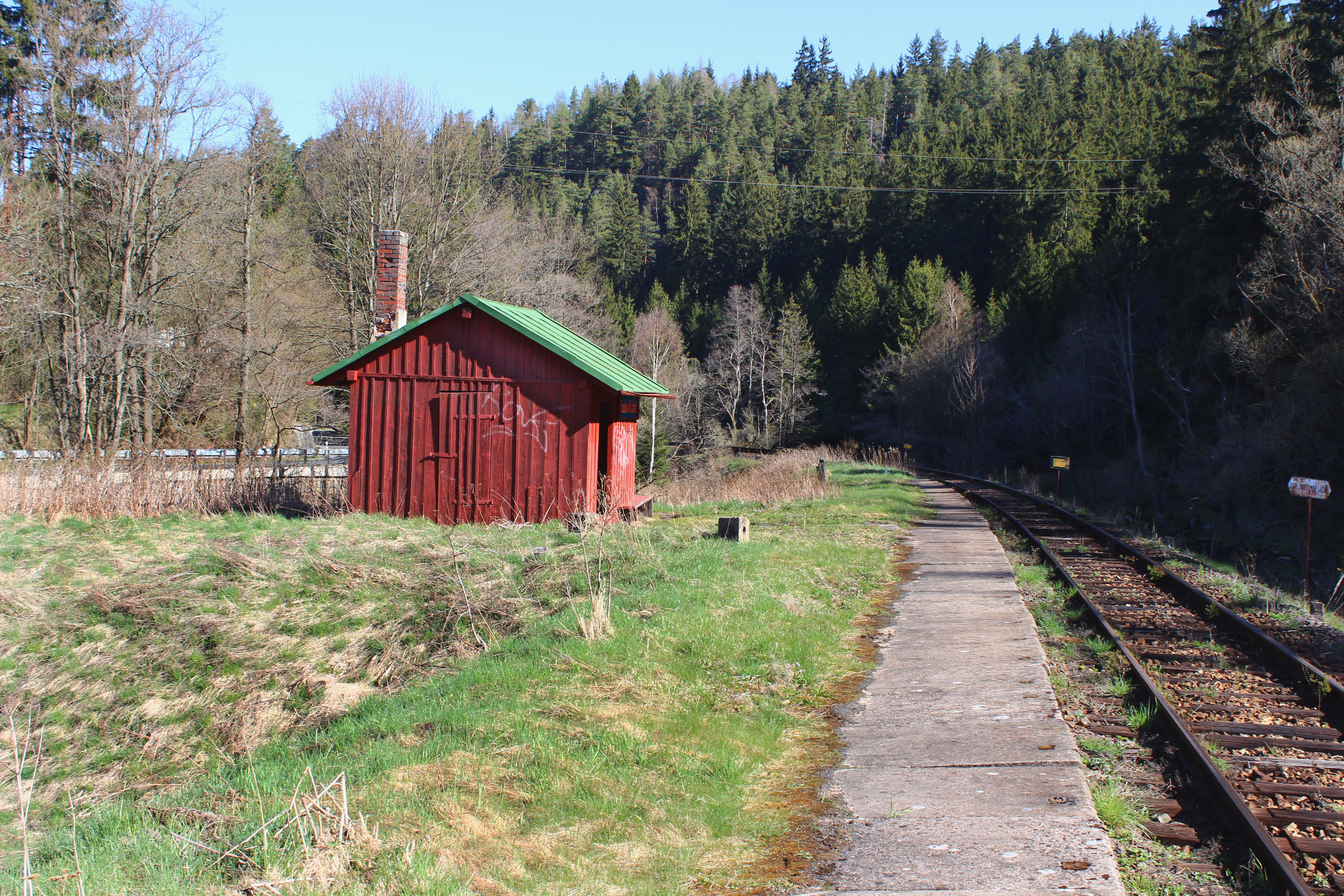
zastávka Louka u Mariánských Lázní
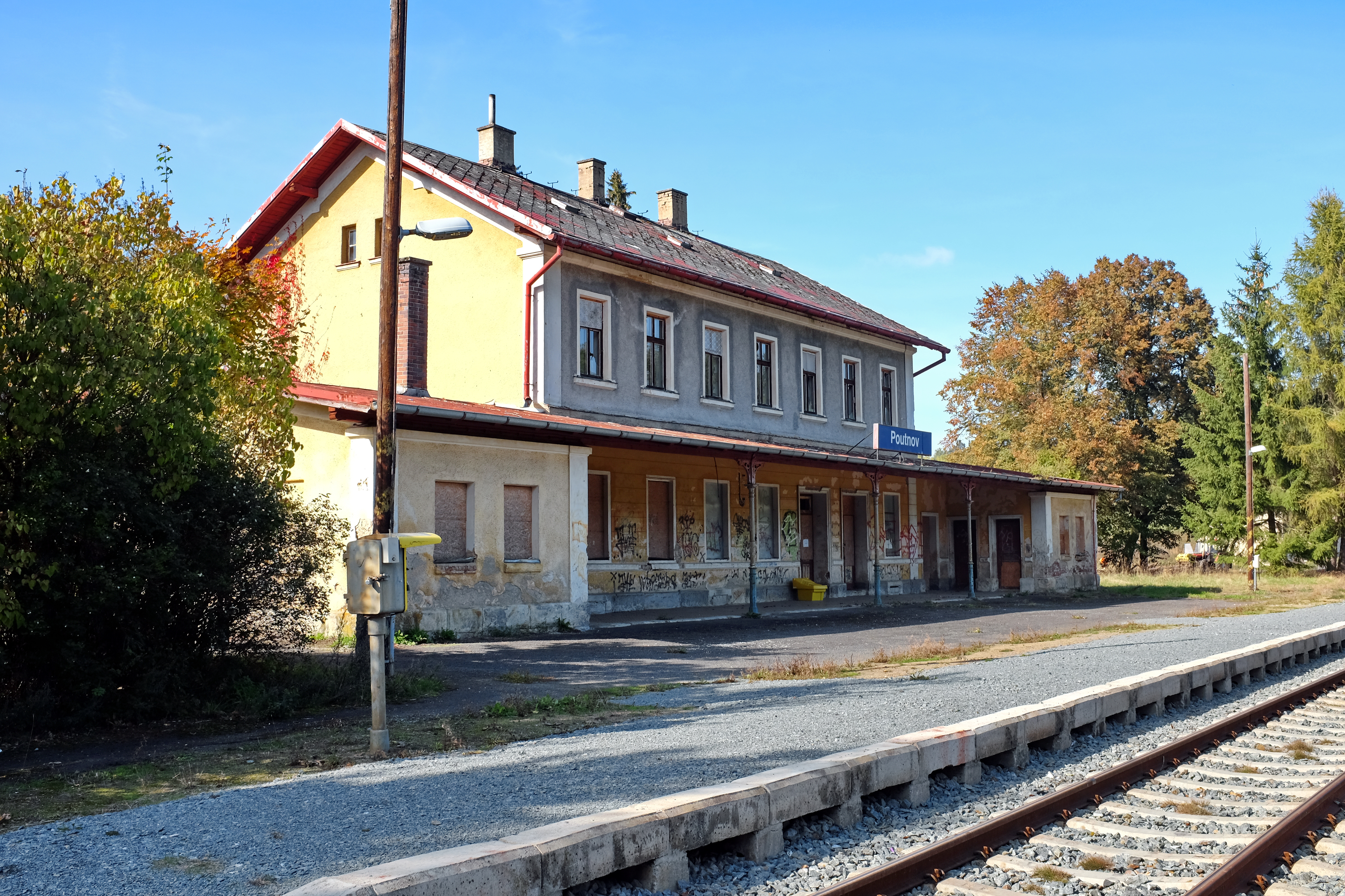
dopravna D3 Poutnov
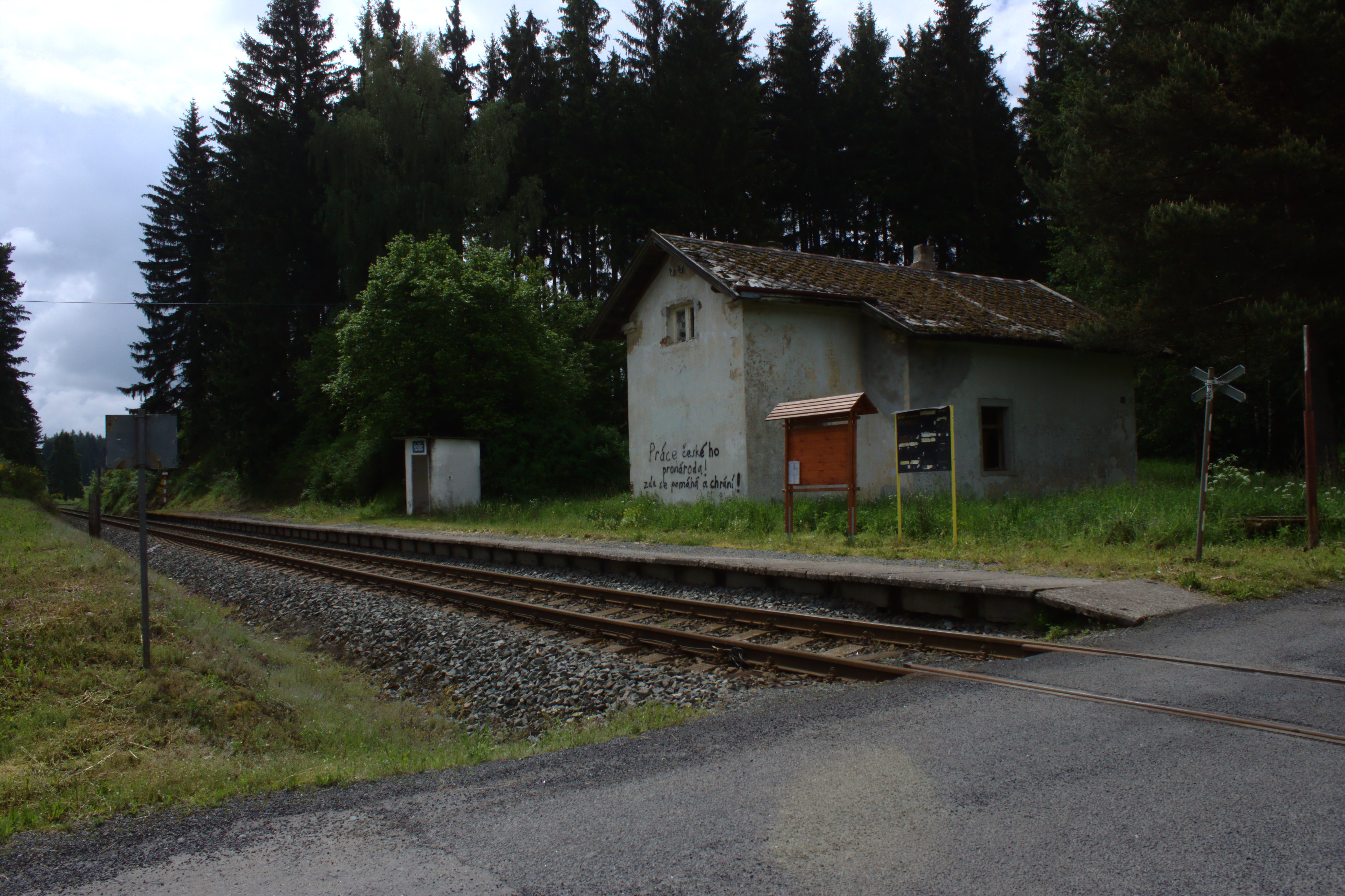
zastávka Hoštěc
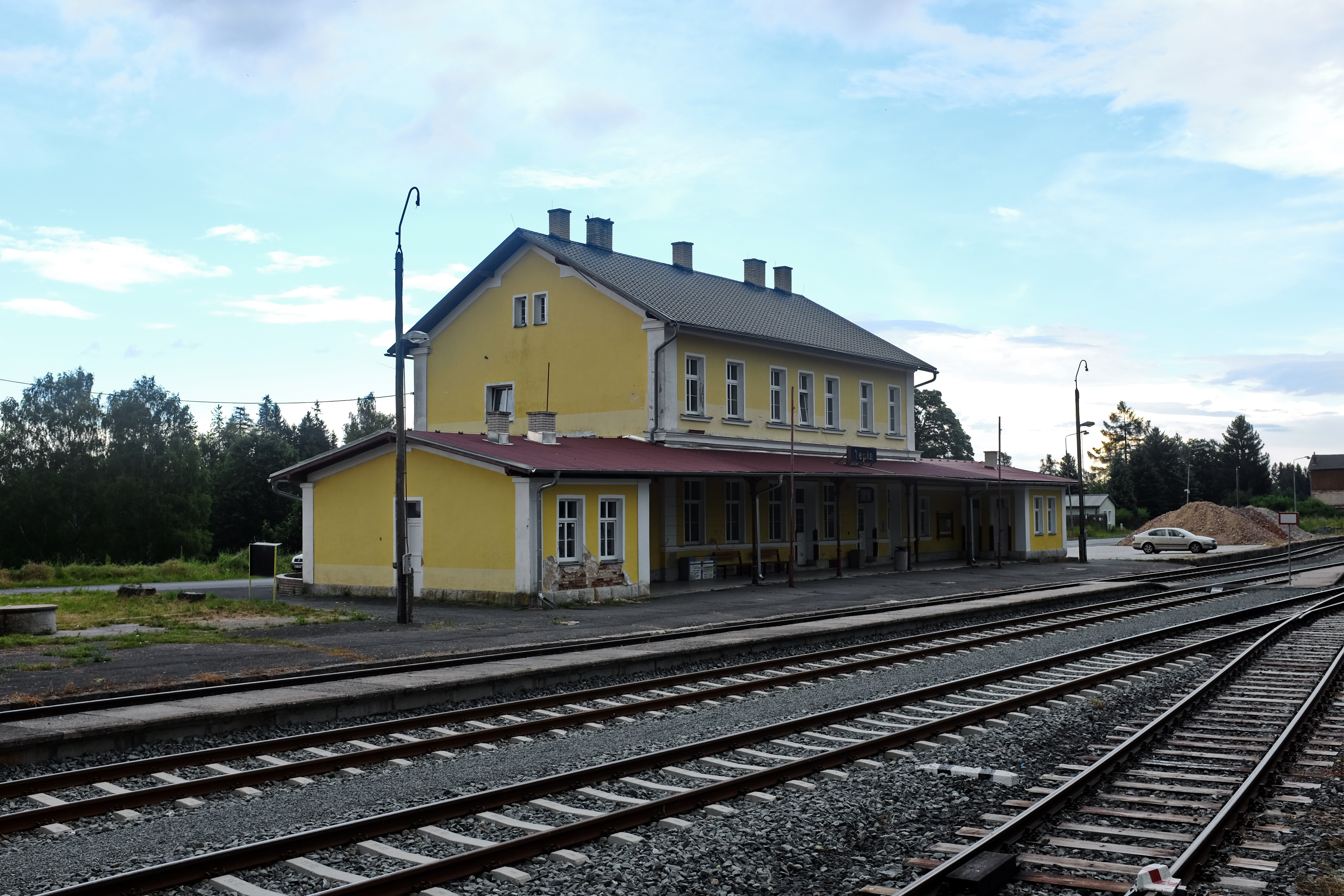
dopravna D3 Teplá
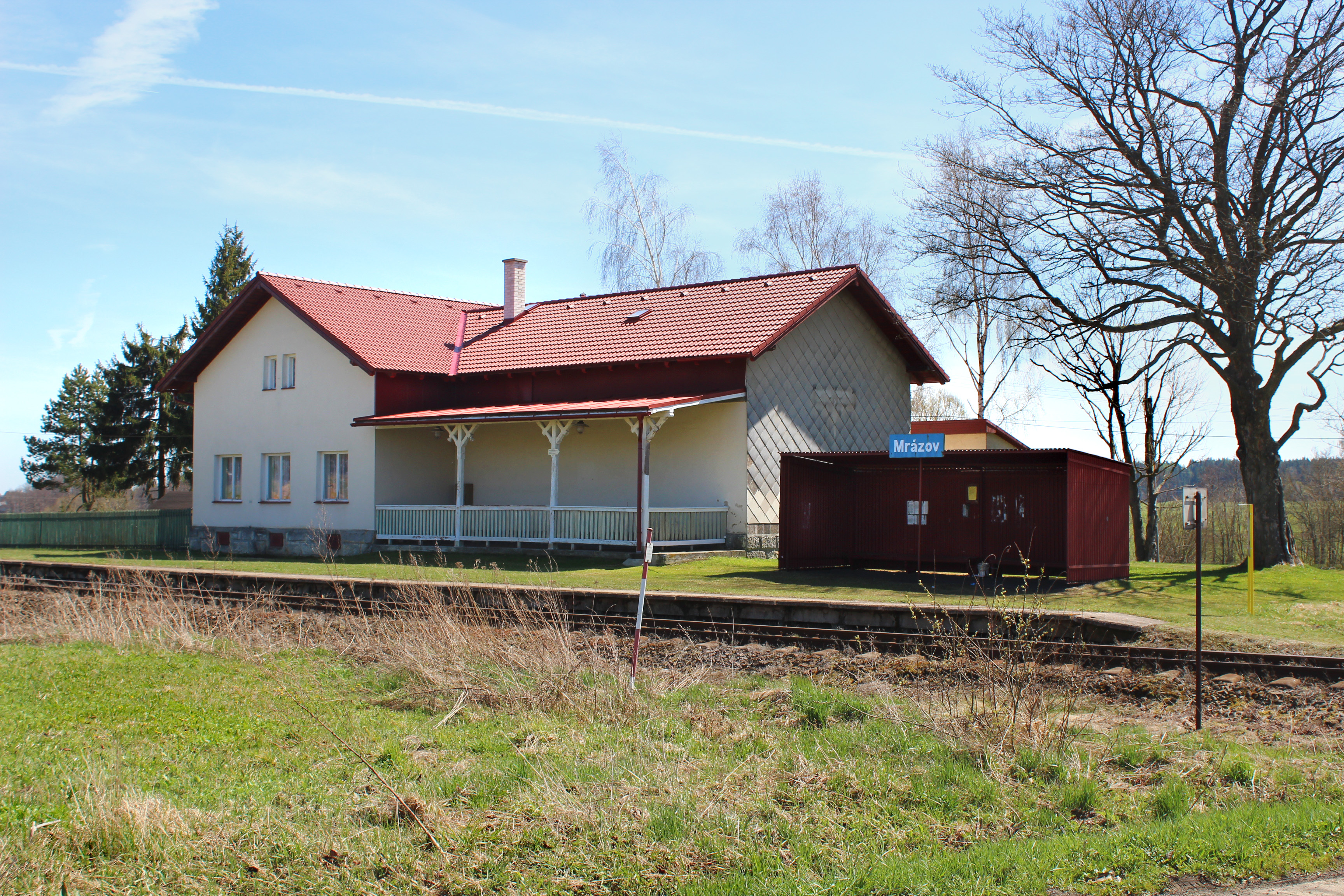
zastávka Mrázov
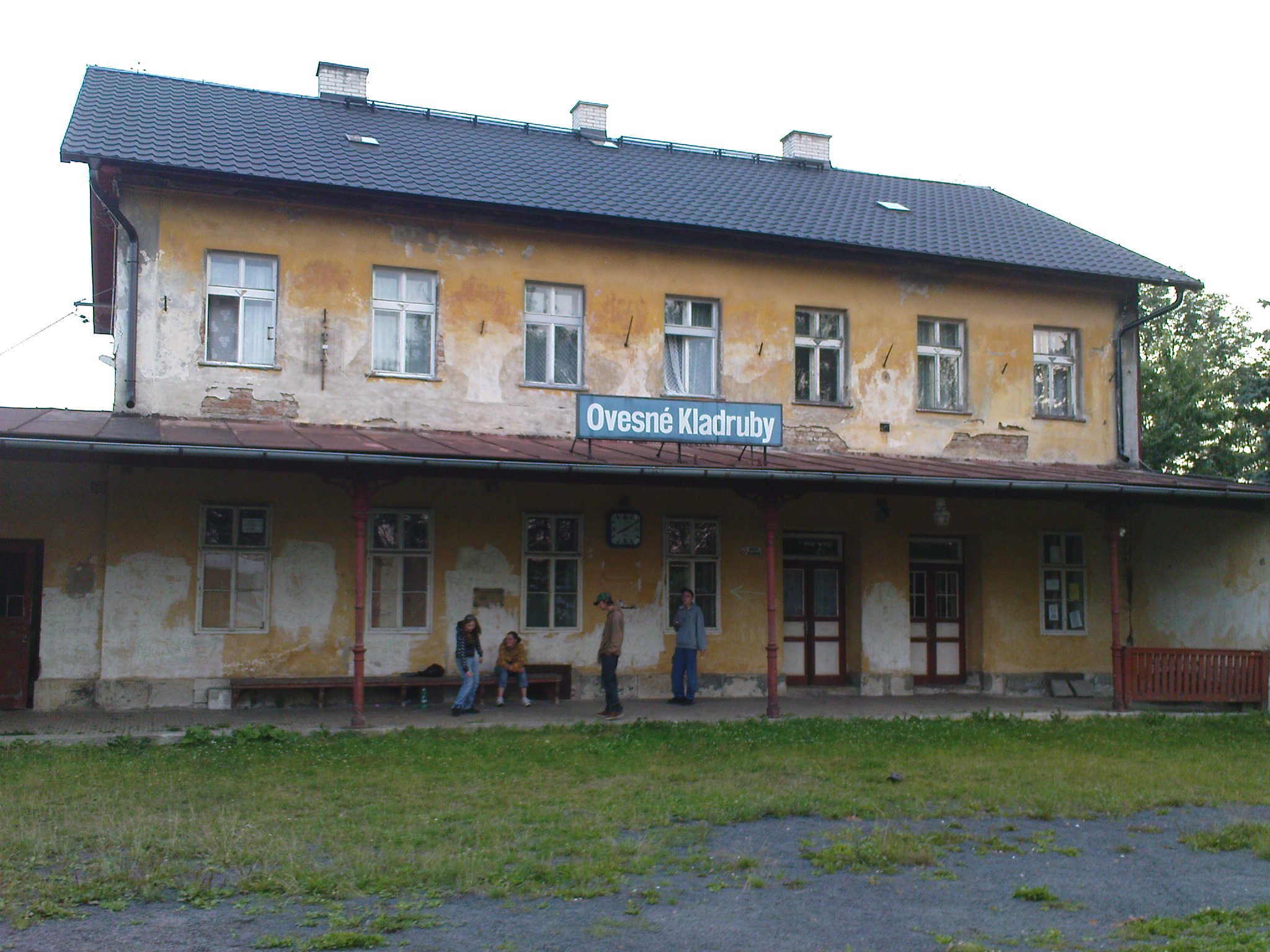
dopravna D3 Ovesné Kladruby
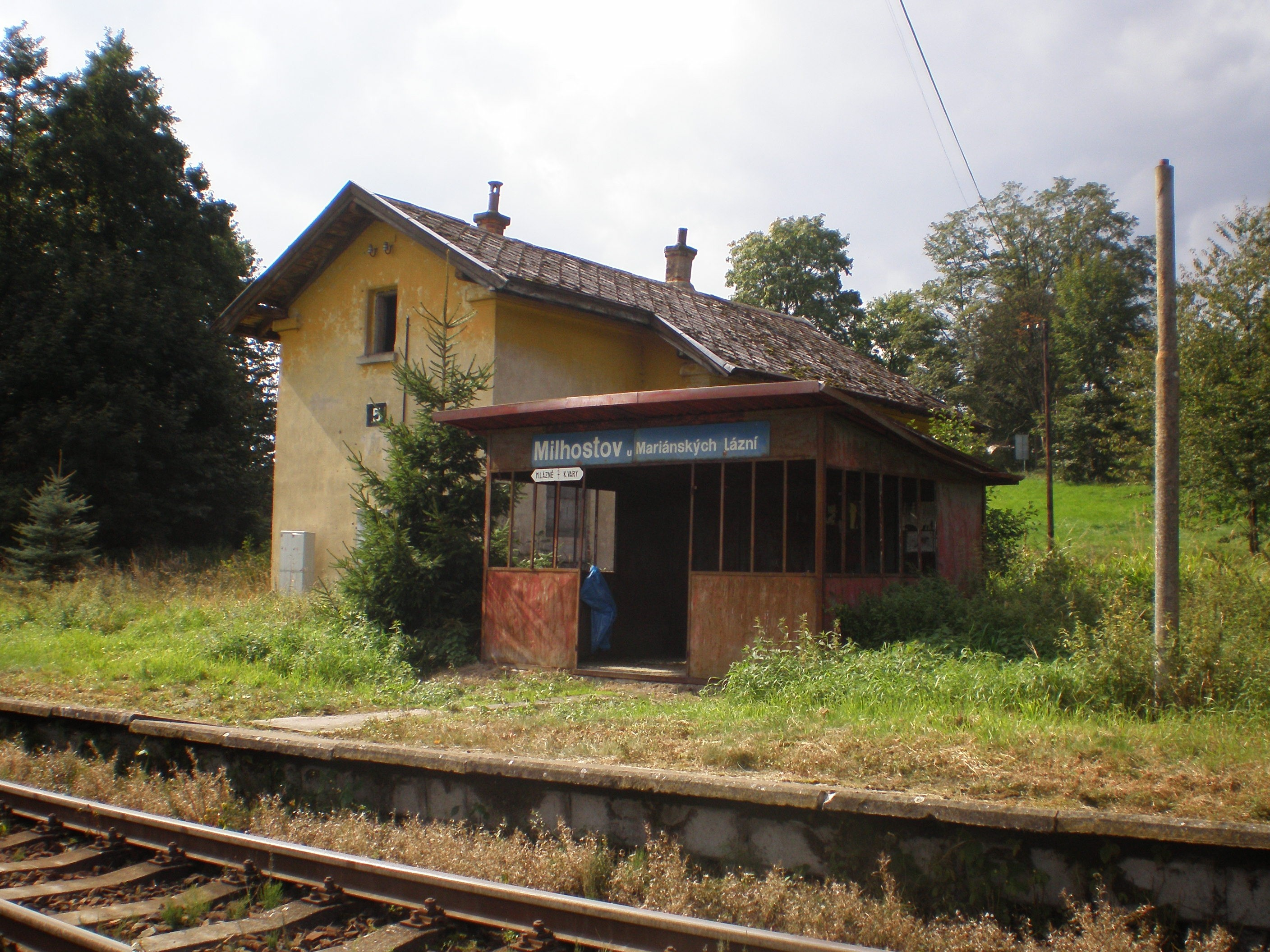
zastávka Milhostov u Mariánských Lázní
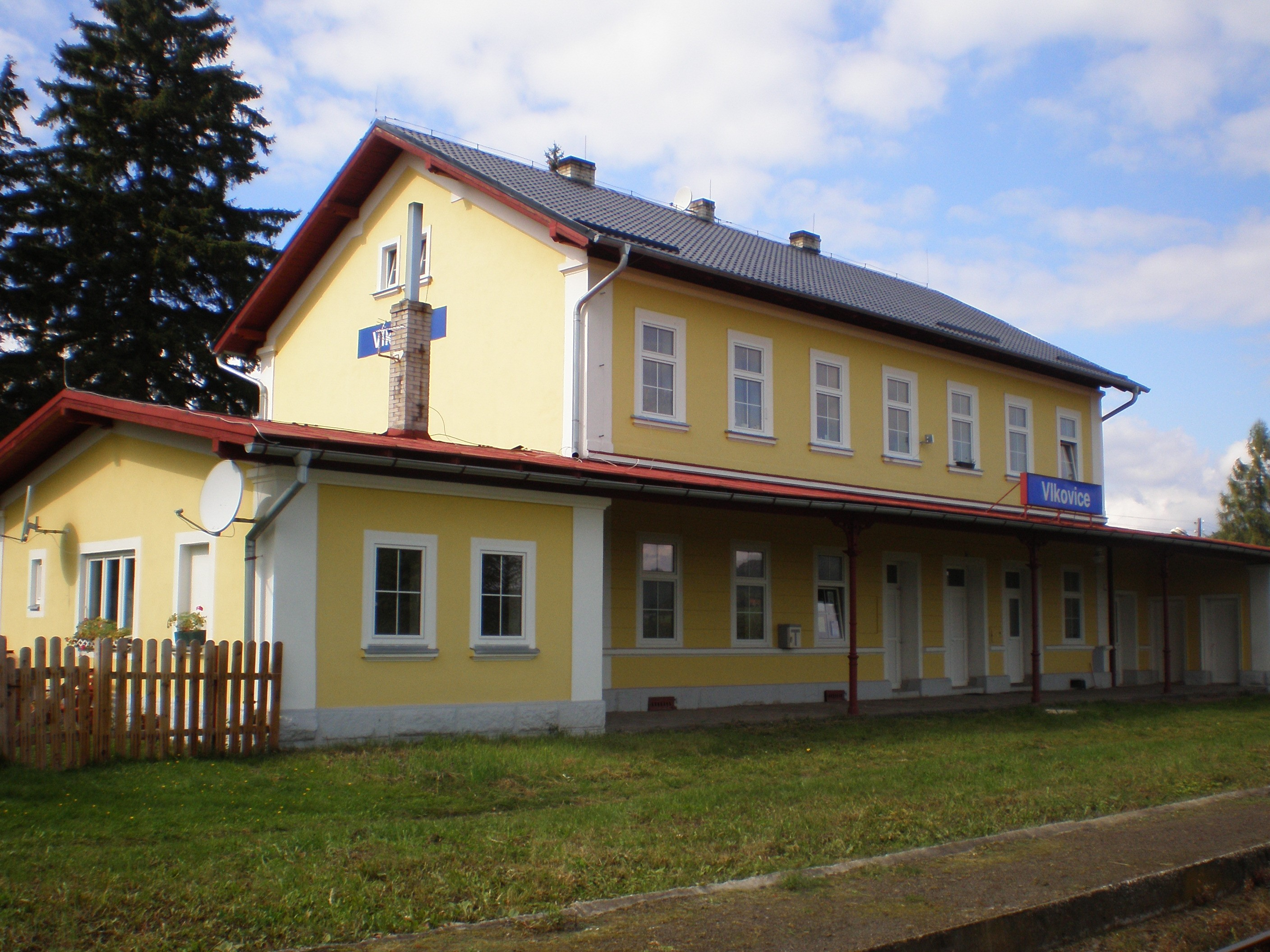
zastávka a nákladiště Vlkovice
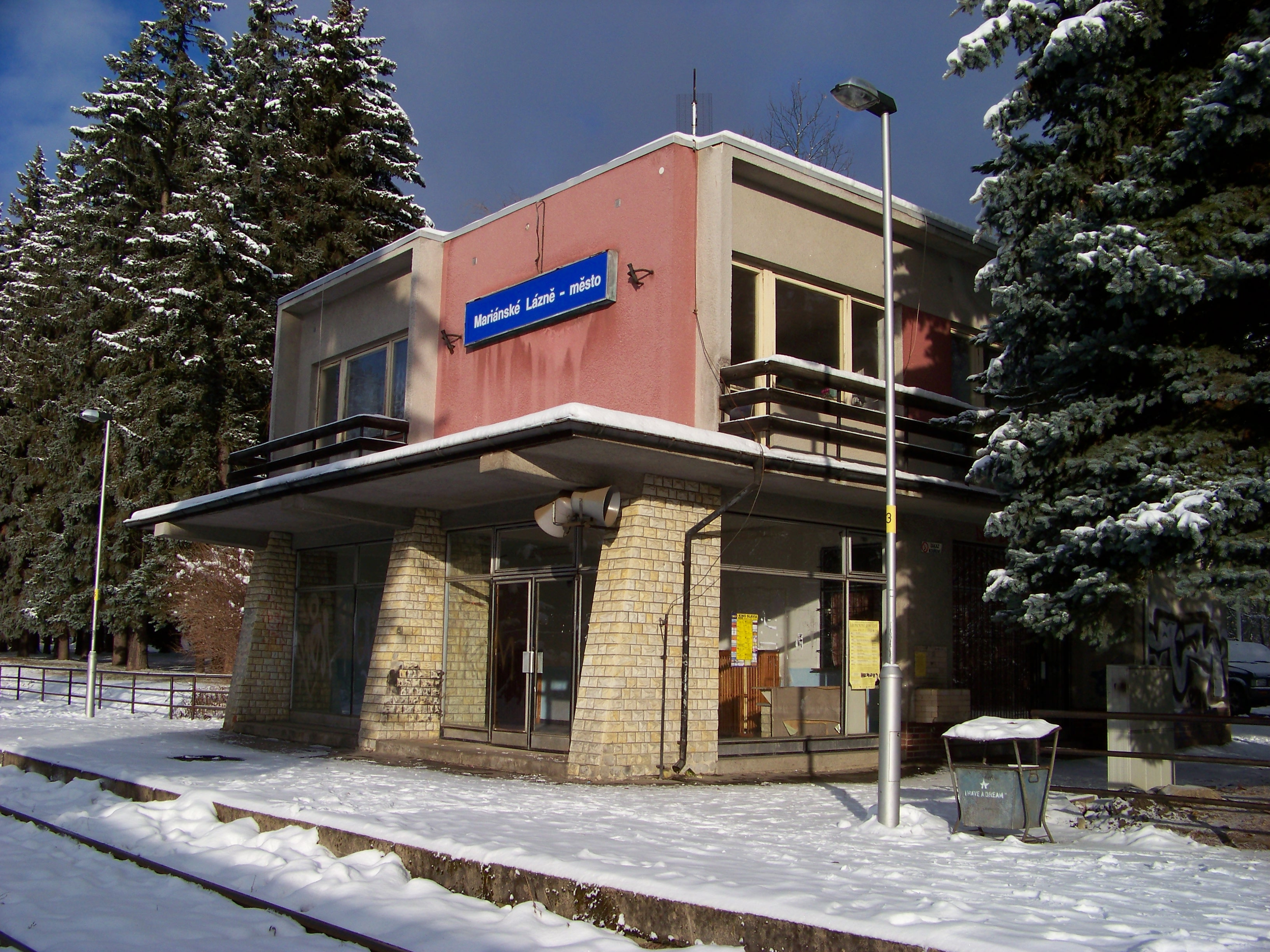
zastávka Mariánské Lázně město
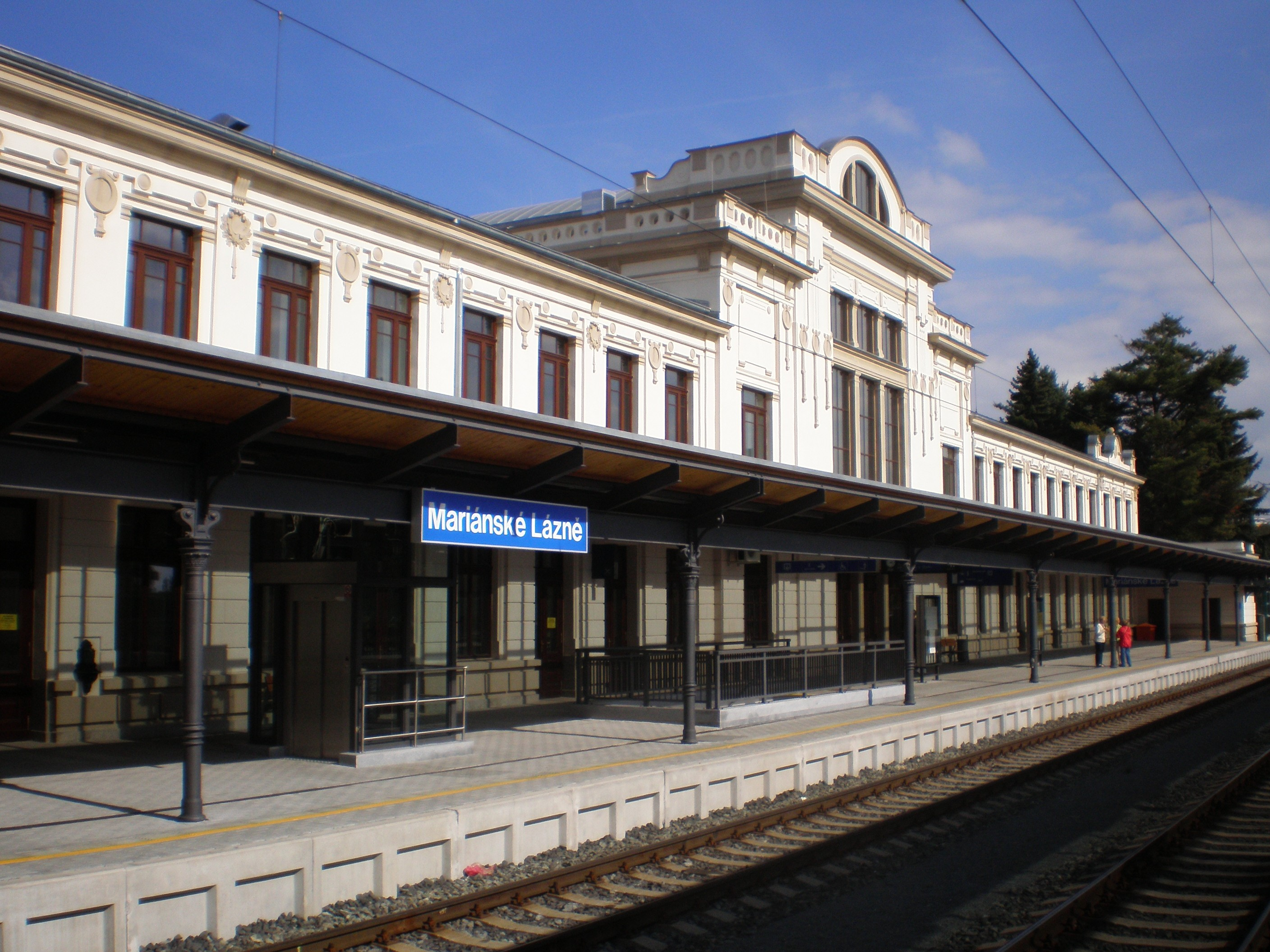
stanice Mariánské Lázně